# Gerard Presencer
Gerard Presencer, né le 12 septembre 1972 à Watford, est un trompettiste britannique de jazz.

## Discographie
En tant que leader ou coleader
- 1998 : Platypus (Linn)
- 2000 : The Optimist (Linn)
- 2002 : Chasing Reality (ACT)
- 2016: Groove Travels (Edition Records)

En tant que instrumentiste d'appoint / collaborations
- 1991 : Charly Antolini Jazz Power – Recorded at the BBC Studio London (1991) Charly Antolini, avec Dick Morrissey, Presencer, Len Skeat, Brian Lemon. - BELL BLR 84 042
- 1992 : Innocence — Joe Gallivan (Cadence)
- 1993 : Hand On The Torch — Us3 (Blue Note Records)
- 1993 : Front Row — Pressure Drop (Marlboro Music/IDE)
- 1993 : Super Mario Bros. (Original Motion Picture Soundtrack) — Various Artists (Capitol Records)
- 1993 : Live at the QEH — Stan Tracy (Blue Note Records)
- 1994 : Sailing — Dick de Graaf (Challenge Records)
- 1994 : Brother Sister — Brand New Heavies (Delicious Vinyl)
- 1995 : For Heaven's Sake — The New Stan Tracey Quartet (Cadillac)
- 1995 : 100 Degrees And Rising — Incognito (Verve)
- 1995 : Alternative — Pet Shop Boys (Parlophone)
- 1995 : In The Hand Of The Inevitable — The James Taylor Quartet (Acid Jazz)
- 1995 : Get Shorty (Original MGM Motion Picture Soundtrack) — Various Artists (Antilles)
- 1995 : Gran Via — Matt Bianco (AMC)
- 1995 : The Finest Collection Of Workshy — Workshy (Pony Canyon Inc.)
- 1996 : Long Ago & Far Away — Charlie Watts (Virgin)
- 1997 : Shelter — Brand New Heavies (Delicious Vinyl)
- 1998 : Celebrating Grappelli — Stéphane Grappelli (Linn Records)
- 1998 : Make This City Ours — Claire Martin (Linn Records)
- 1998 : Eyes Don't Lie — Truce (Big Life)
- 1999 : Flip Fantasia : Hits & Remixes — Us3 (Blue Note Records)
- 2000 : Originations — Chick Corea (Stretch Records)
- 2000 : Both Sides Now — Joni Mitchell (Reprise Records)
- 2000 : Rise — Gabrielle (Universal Records)
- 2000 : Trunk Funk Classics 1991-2000 — Brand New Heavies (Delicious Vinyl)
- 2000 : Duke - The Durham Connection : A Selection from the Sacred Concerts — The Stan Tracey Orchestra (33 Records)
- 2000 : Made By Walking — Tim Garland (Stretch Records)
- 2001 : Very/Further Listening 1992-1994 — Pet Shop Boys (Parlophone)
- 2001 : Dreams – Tony Coe, Gerard Presencer, Brian Lemon & Dave Green (Zephyr Records)
- 2003 : Food Of Love — Pressure Drop (One Eye Records)
- 2003 : Is You Is — Micatone (Sonar Kollektiv)
- 2003 : Bar Lounge Classics Summer Edition — Various Artists (Sony Music Media)
- 2003 : Vintage Chill Vol. 3 : Autumn — Various Artists (Kriztal)
- 2003 : 4 Walls of Freedom — Joe Locke (Sirocco Jazz)
- 2004 : The Groove Lounge³ — Various Artists (EMI)
- 2004 : When It Falls — Zero 7 (Elektra)
- 2004 : Dreamland — Joni Mitchell (Asylum/Reprise Records)
- 2004 : Watts At Scott's — Charlie Watts & The Tentet (Sanctuary Black Box)
- 2005 : The Best Of — Martin Taylor (P3 Music)
- 2005 : Best Smooth Jazz... Ever! — Various Artists (Liberty)
- 2008 : A Cool & Danceable Adventure — Auratones (Challenge Records)
- 2008 : Love Walked In – Tony Coe, Gerard Presencer, Brian Lemon & Dave Green (Zephyr Records)
- 2010 : Monday Night Big Band & Anders Larson feat. Gerard Presencer
- 2011 : L.A. Noire avec Mark Turner, John Taylor, David Freidman, Jeff Ballard et Larry Grenadeir
- 2013 : Cars - Elektrojazz